# 28654 Davidcaine
28654 Davidcaine è un asteroide della fascia principale. Scoperto nel 2000, presenta un'orbita caratterizzata da un semiasse maggiore pari a 2,6243339 UA e da un'eccentricità di 0,1824932, inclinata di 1,31781° rispetto all'eclittica.